# Amel Moussa
Amel Moussa là một nhà thơ, giáo viên và nhà báo người Tunisia. Bà đã xuất bản hai tập thơ, và những bài thơ của bà đã được dịch sang tiếng Ý, Tây Ban Nha, Pháp, Ba Lan, Đức và Séc. Bà đã giành được giải thưởng sáng tạo quốc gia của Tunisia cho thơ của mình và một giải thưởng từ Tổ chức phụ nữ Ả Rập cho sự nghiệp báo chí của bà ở Tunisia.

## Tác phẩm được chọn

### Tuyển tập thơ
- Onha al-ma '(Nữ nước), 1996
- Khajal al-yakout (Sự ngượng ngùng của ngọc lục bảo), 1998